# Sebastian Płóciennik
Sebastian Płóciennik (ur. 1 czerwca 1973) – polski ekonomista, specjalista w zakresie niemieckiej gospodarki oraz integracji ekonomicznej Unii Europejskiej. 

## Życiorys
Sebastian Płóciennik ukończył I Liceum Ogólnokształcące w Zielonej Górze, a następnie, w 1997, Wydział Prawa, Administracji i Ekonomii Uniwersytetu Wrocławskiego. W 2003 doktoryzował się tamże w dyscyplinie ekonomii na podstawie pracy Europejska integracja gospodarcza w polityce RFN 1949–2000 (promotor – Leon Olszewski). W 2014 habilitował się w dziedzinie nauk ekonomicznych, przedstawiając dzieło Od reńskiego do łabskiego kapitalizmu. Systemowe skutki reform ubezpieczeń społecznych w RFN 2000–2008.
Jego zainteresowania naukowe obejmują ekonomię polityczną, procesy integracyjne, odmiany kapitalizmu, kapitalizm niemiecki, Unię Europejską, systemy ekonomiczne, gospodarkę instytucjonalną.
Pracował jako wykładowca w Instytucie Studiów Międzynarodowych Wydziału Nauk Społecznych UWr (do 2014) oraz na Wydziale Biznesu i Stosunków Międzynarodowych Akademii Finansów i Biznesu Vistula (od 2014). Od października 2013 do września 2021 był analitykiem w Polskim Instytucie Spraw Międzynarodowych, gdzie od sierpnia 2016 koordynował program Trójkąt Weimarski. We wrześniu 2021 rozpoczął pracę w Ośrodku Studiów Wschodnich jako główny specjalista w Zespole Niemiec i Europy Północnej.
Stypendysta DAAD i Fundacji Commerzbanku. Był członkiem rady Fundacji Krzyżowa (2006–2008) oraz Rady Stałej Forum Polsko-Niemieckiego (2008–2012) oraz współprzewodniczącym zarządu Fundacji Współpracy Polsko-Niemieckiej (2015–2017). 6 czerwca 2024 został dyrektorem, członkiem Zarządu Fundacji Współpracy Polsko-Niemieckiej.
Posługuje się angielskim i niemieckim.

## Publikacje książkowe
- Sebastian Płóciennik: Europejska integracja gospodarcza w polityce RFN (1949–2000). Wrocław: Wydawnictwo Uniwersytetu Wrocławskiego, 2004, s. 418. ISBN 83-229-2483-6.
- Sebastian Płóciennik, Klaus Bachmann, Piotr Buras: Republika bez gorsetu : Niemcy po wyborach 18 września 2005 roku. Wrocław: Oficyna Wydawnicza Atut – Wrocławskie Wydawnictwo Oświatowe, 2005, s. 160. ISBN 83-7432-081-8.
- Sebastian Płóciennik: Starość, dobrobyt, niepewność : ewolucja systemu emerytalnego w Niemczech. Warszawa: Fundacja Centrum Stosunków Międzynarodowych, 2010, s. 94. ISBN 978-83-88216-57-2.
- Sebastian Płóciennik: Od reńskiego do łabskiego kapitalizmu : systemowe skutki reform ubezpieczeń społecznych w RFN w latach 2000–2008. Wrocław: Oficyna Wydawnicza Atut – Wrocławskie Wydawnictwo Oświatowe, 2012, s. 212. ISBN 978-83-7432-829-6.